# Kōtarō Oikawa
Kōtarō Oikawa (jap. 及川 広太郎, Oikawa Kōtarō; * 1928; † 1991) war ein japanischer Mathematiker, der sich mit Funktionentheorie befasste.
Oikawa wurde 1958 bei Leo Sario an der University of California, Los Angeles, promoviert (On the Stability of Boundary Components). Er war Professor an der Universität Tokio.
Mit Sario veröffentlichte er eine Monographie über Kapazitätsfunktionen in der Grundlehren-Reihe.

## Schriften
- mit Leo Sario: Capacity Functions, Grundlehren der mathematischen Wissenschaften 149, Springer 1969